# Spermophagus siamensis
Spermophagus siamensis là một loài bọ cánh cứng trong họ Bruchidae. Loài này được Borowiec miêu tả khoa học năm 1991.